# Où sont les mecs ?
Où sont les mecs ?  (Where the Boys Are) est un film américain réalisé par Hy Averback, sorti en 1984.

## Fiche technique
- Titre français : Où sont les mecs ?[1]
- Titre original : Where the Boys Are
- Réalisateur : Hy Averback
- Scénario : Stu Krieger, Jeff Burkhart d'après le roman éponyme de Glendon Swarthout
- Musique : Sylvester Levay
- Producteurs : Jeff Apple, Allan Carr, Terence A. Donnelly, Denis Pregnolato
- Société de production : Incorporated Television Company
- Durée : 94 minutes
- Couleur
- Genre : Comédie
- Dates de sortie :
  - États-Unis : 6 avril 1984
  - France : 26 octobre 1984[1]

## Distribution
- Lisa Hartman : Jennie Cooper
- Lorna Luft : Carole Singer
- Wendy Schaal : Sandra Roxbury
- Lynn-Holly Johnson : Laurie Jameson
- Russell Todd : Scott Nash
- Howard McGillin : Chip
- Christopher McDonald : Tony
- Daniel McDonald : Camden Roxbury
- Alana Stewart : Maggie
- Louise Sorel : Barbara Roxbury